# Maoritomella leptopleura
Maoritomella leptopleura é uma espécie de gastrópode do gênero Maoritomella, pertencente a família Borsoniidae.